# Evgeni Malkin

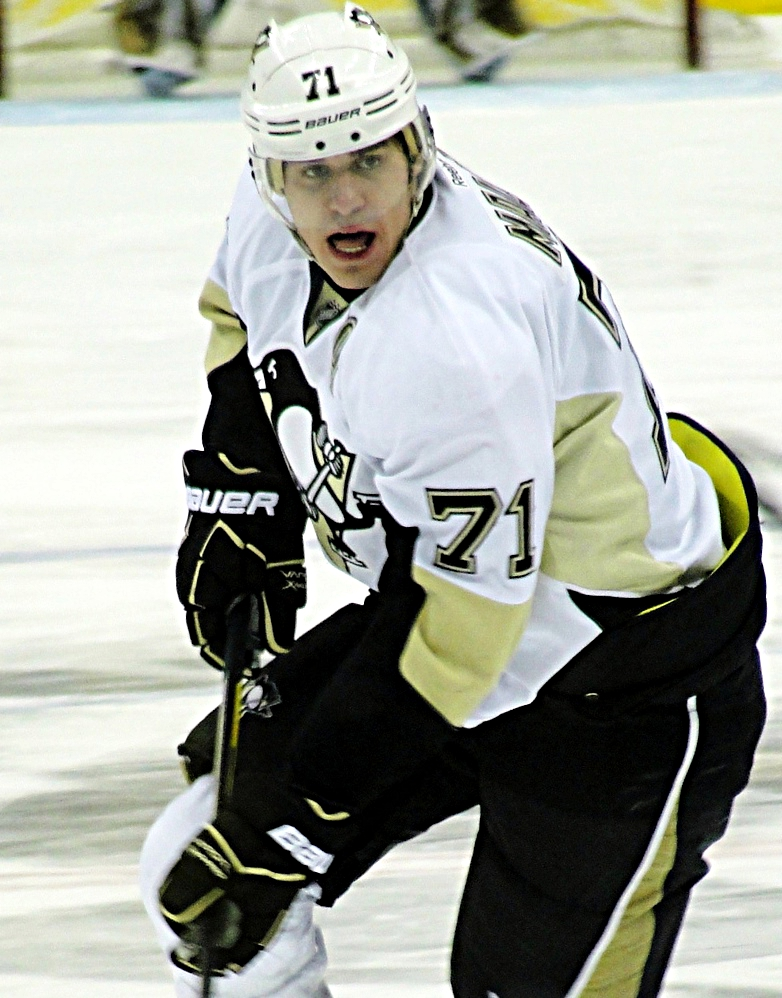
Evgeni Malkin

Evgeni Vladimirovich Malkin (em cirílico: Евгений Влади́мирович Малкин), ou simplesmente Evgeni Malkin (Magnitogorsk, Rússia, 31 de julho de 1986), é um jogador de hóquei no gelo russo. Ele atua na NHL pelo Pittsburgh Penguins.

## Carreira
Sua primeira temporada na NHL, 2006-07, ele ficou fora dos quatro primeiros jogos por causa de uma contusão no ombro esquerdo ocorrida durante a pré-temporada, mas depois não deixou mais o time e conquistou o Troféu Calder como melhor novato da liga naquele ano.
Em 2008-09 foi o primeiro jogador a alcançar a marca de cem pontos na temporada, quando marcou dois gols e três assistências contra o Atlanta Thrashers, em 19 de março, chegando aos 102 pontos. No jogo seguinte correu risco de ganhar uma suspensão por causa de um tranco em Wayne Simmonds, do Los Angeles Kings, no final do jogo, mas a liga decidiu apenas multá-lo em um valor não especificado.
Nessa mesma temporada ganhou o Troféu Conn Smythe, prêmio dado ao jogador mais valioso dos playoffs, ajudando os Penguins a vencer a terceira Copa Stanley de sua história.
Depois de 254 jogos consecutivos, Malkin teve de deixar o time por contusão no ombro direito, no final de outubro de 2009 — tal sequência tornou-se a terceira mais longa da história da franquia. Em janeiro de 2011 sofreu a contusão mais grave de sua carreira, ao ser atingido no joelho direito após uma colisão com Tyler Myers, do Buffalo Sabres. Uma cirurgia no início do mês seguinte praticamente encerrou qualquer possibilidade de ele voltar ao gelo ainda em 2010-11, uma temporada que em que o russo vinha tendo atual decepcionante para seus padrões, devido a outras contusões e problemas de saúde. Em 2011-12, foi o único jogador da liga a marcar mais de cem pontos e ganhou os troféus Hart, Art Ross e Ted Lindsay.